# Олимпийски комитет на Северна Македония
Олимпийски комитет на Северна Македония е националният олимпийски комитет на държавата Северна Македония. Членове на комитета са 26 спортни федерации в страната, които избират Изпълнителен комитет, състоящ се от председател и още четири членове. Седалището се намира в Скопие.
Комитетът е създаден през 1992 година и признат за 195-ия член на МОК през 1993 година. Първият председател на организацията е Васил Тупурковски, който остава на поста до 2020 година, когато е заменен от бившия председател на баскетболната федерация – Даниел Димевски.
Комитетът има за цел да развива спортната дейност и спортното образование в Северна Македония. Той също така работи за разпространение на олимпизма и за предизвикване на интерес у младите хора към стойността на спорта и олимпийските игри.

## Президенти
| Президент         | Мандат      |
| ----------------- | ----------- |
| Васил Тупурковски | 1992 – 2020 |
| Даниел Димевски   | 2020 –      |

## Изпълнителен комитет
- Президент: Даниел Димевски
- Вицепрезиденти: Примислав Димовски, Перо Антич
- Генерален секретар: Сашо Поповски
- Спортен директор: Владимир Богоевски